# Rosanna Gusmano
Rosanna Gusmano (Casale Monferrato, 10 de noviembre de 1928 - Génova, 12 de febrero de 2011) fue una médica, autora y docente italiana. 
Fue la primera italiana en establecer un servicio de nefrología pediátrica en el Instituto Giannina Gaslini en Génova y por lo tanto, se considera una pionera en este sector.
En 1937 se trasladó con su madre a Massawa, África Oriental con el objetivo de reunirse con su padre en Etiopía. Al final de la Segunda Guerra Mundial comenzó a estudiar medicina en la escuela Asmara. Dos años después regresa a Italia y se gradúa en 1953, luego comienza a trabajar en el Hospital Pediátrico Gaslini de Génova. Escribe varios libros. Realizó trasplantes de riñón en niños con el fin de sacarlos de los programas de diálisis.

## Libros
- 1988, Nefrología pediátrica
- 1900, Enfermedad renal en el niño